# Zabłocie (Żywiec)
Zabłocie ist ein Stadtteil von Żywiec in der Woiwodschaft Schlesien in Polen.

## Geographie
Zabłocie liegt im Saybuscher Becken am linken Ufer des Flusses Soła.
Historisch hatte Zabłocie eine Fläche von etwa 609 ha. Der heutige Stadtteil hat 823,2 ha.

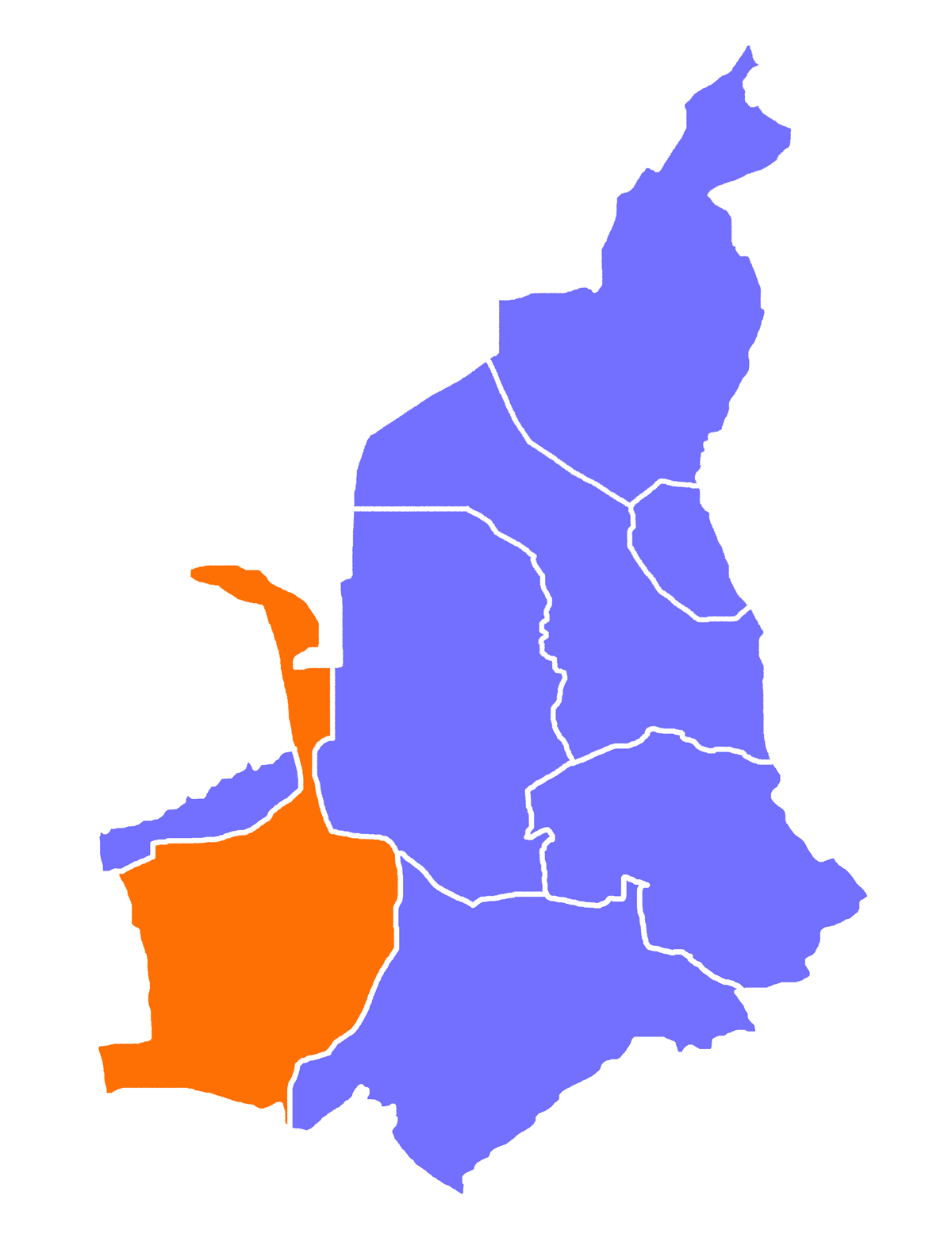
Zabłocie innerhalb der Stadt Żywiec (orange)

## Geschichte
Der Ort entstand wahrscheinlich im späten 14. Jahrhundert. Im Liber beneficiorum dioecesis Cracoviensis (1470–1480) des Historikers und Geographen Jan Długosz wurde das Dorf im districtus Zywyecz als Zablocze, villa sub parochia ecclesiae de Zywyecz erwähnt. Der Name, früher auch Zabłoć, ist topographisch und bedeutet [die Stelle] hinter Schlamm (za – hinter, błoto – Schlamm).
Politisch gehörte das Dorf ursprünglich zum Herzogtum Auschwitz, der Lehensherrschaft des Königreichs Böhmen. Das Weichbild von Żywiec mit dem Dorf wurde um Jahr 1450 aus dem Herzogtum Auschwitz herausgezogen. Endgültig gehörte es zu Polen seit 1465.
Bei der Ersten Teilung Polens kam die Stadt 1772 zum neuen Königreich Galizien und Lodomerien des habsburgischen Kaiserreichs (ab 1804).

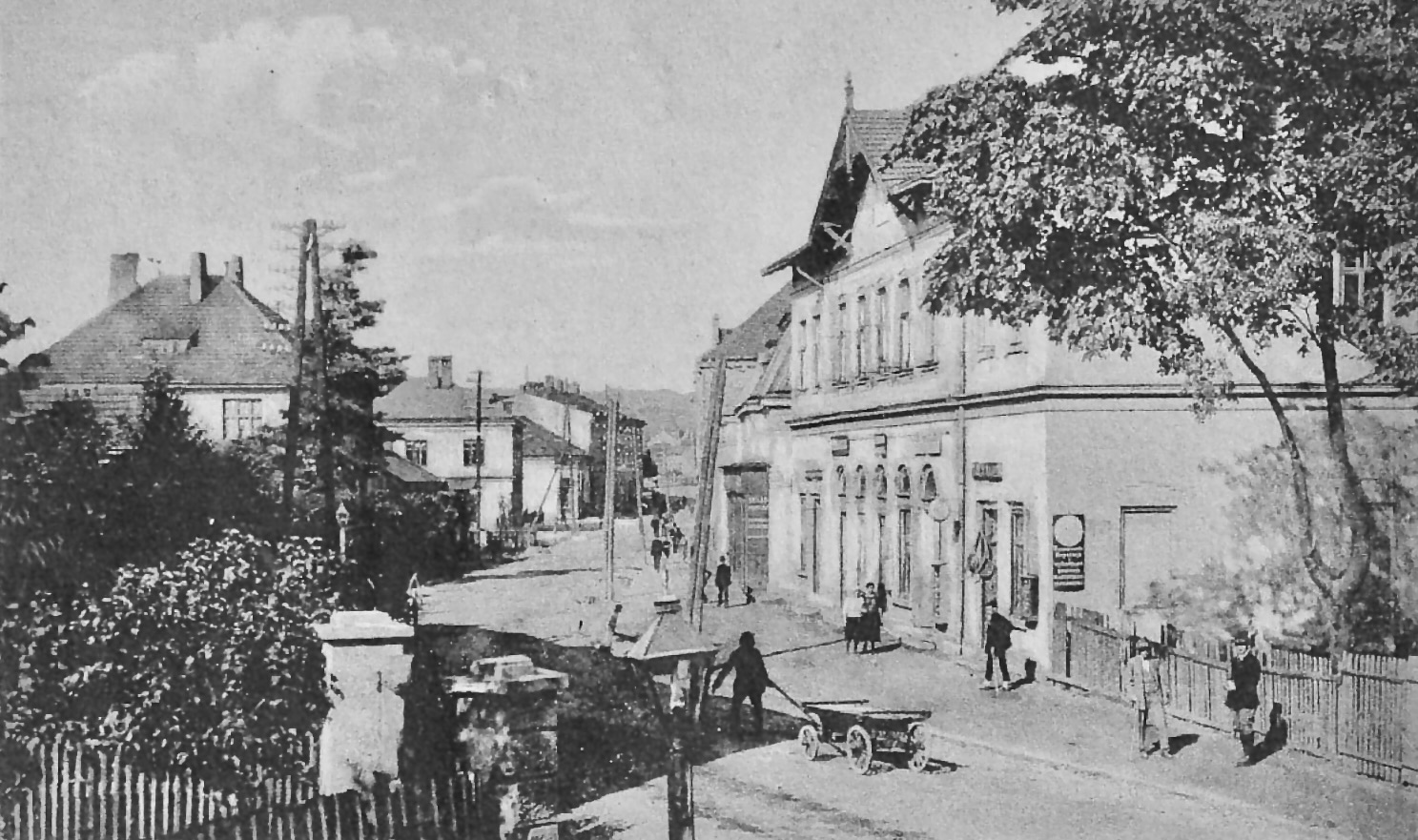
Hauptstraße von Zabłocie im frühen 20. Jahrhundert

Im 19. Jahrhundert entwickelte sich das Dorf zur Vorstadt von Saybusch, besonders als die Zweite Kaiserliche Chaussee von Biała durch Żywiec (mit einer Eisenbrücke) nach Nowy Sącz 1820 gebaut wurde. Im Jahre 1833 wurde eine Papierfabrik eröffnet, und dann im Jahre 1856 eine Brauerei, heute die Brauerei Żywiec. Seit dem Jahre 1878 führte die Bahnstrecke Bielitz-Saybusch nach Zabłocie, später (1884) auch die Galizische Transversalbahn und die Bedeutung der Vorstadt stieg weiter. Das städtische Leben von Saybusch zog zum größten Teil in dieser Richtung um (einschließlich der Saybuscher Juden). Im Jahre 1900 hatte Zabłocie schon 337 Häuser mit 2821 Einwohnern, davon 2673 polnischsprachig und 124 deutschsprachig waren, 2384 der Bewohner römisch-katholisch war, es gab 390 Juden und 47 anderen Glaubens. 1910 zählte Zabłocie bereits 3487 Einwohner.
1918, nach dem Ende des Ersten Weltkriegs und dem Zusammenbruch der k.u.k. Monarchie, kam Zabłocie zu Polen. Unterbrochen wurde dies nur durch die Besetzung Polens durch die Wehrmacht im Zweiten Weltkrieg. Es gehörte dann zum Landkreis Saybusch im Regierungsbezirk Kattowitz in der Provinz Schlesien (seit 1941 Provinz Oberschlesien).
Im Zweiten Weltkrieg wurde Zabłocie erstmals nach Saybusch eingemeindet, endgültig im Jahre 1950.

## Sehenswürdigkeiten
- Hauptbahnhof (erbaut 1878)
- Brauerei
- Ehemalige Papierfabrik mit Arbeitersiedlung
- Jüdischer Friedhof (Żywiec)

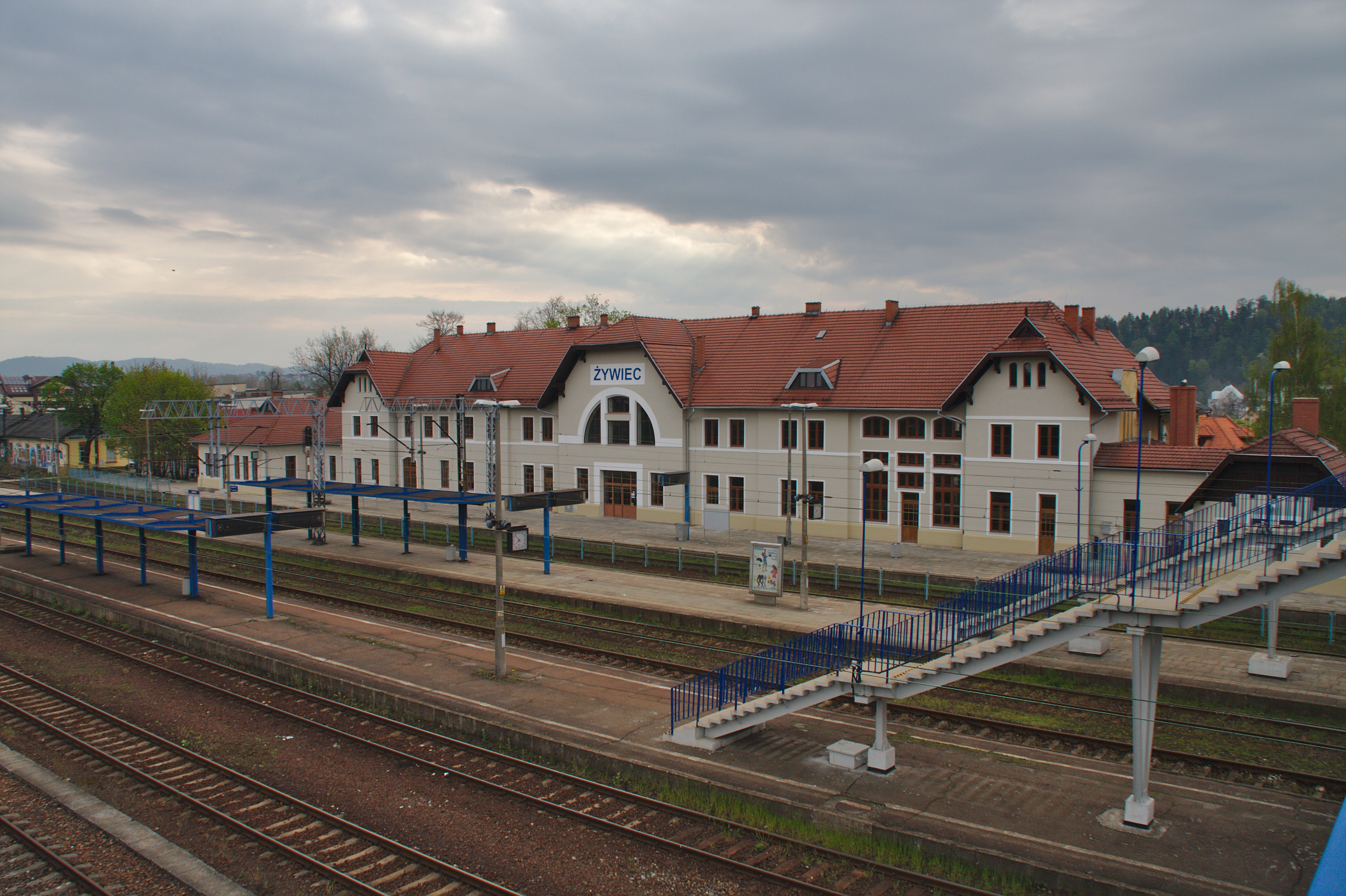
Hauptbahnhof
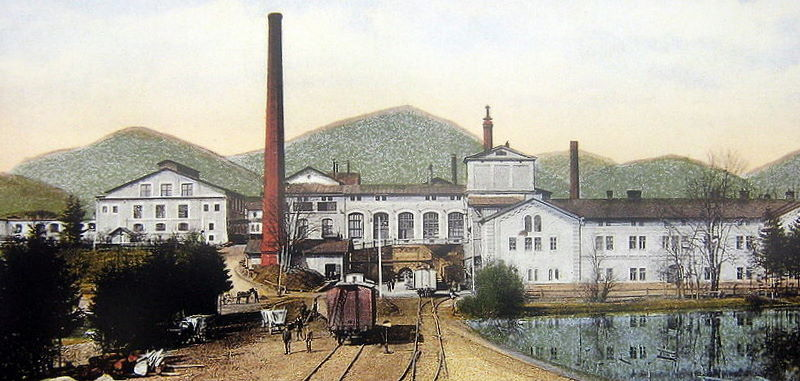
Brauerei (19. Jahrhundert)
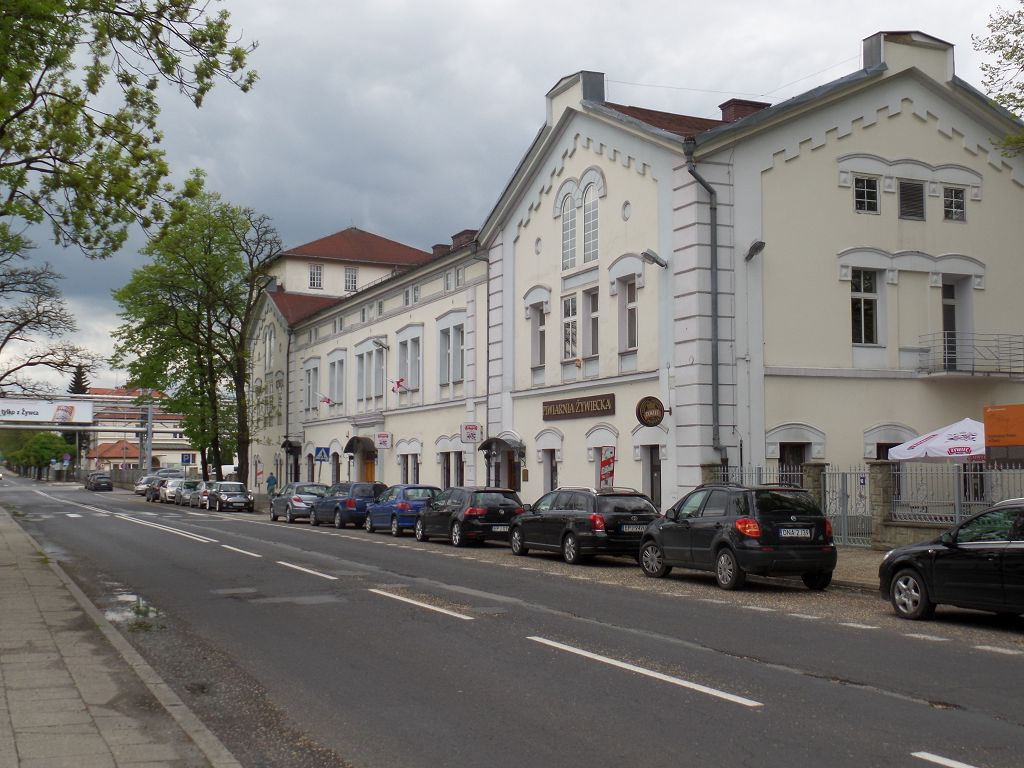
Brauerei (2015)
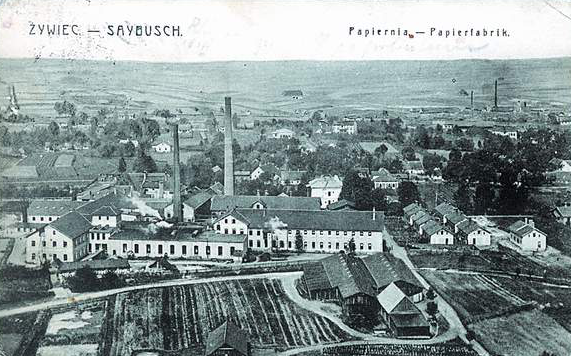
Papierfabrik (19. Jahrhundert)
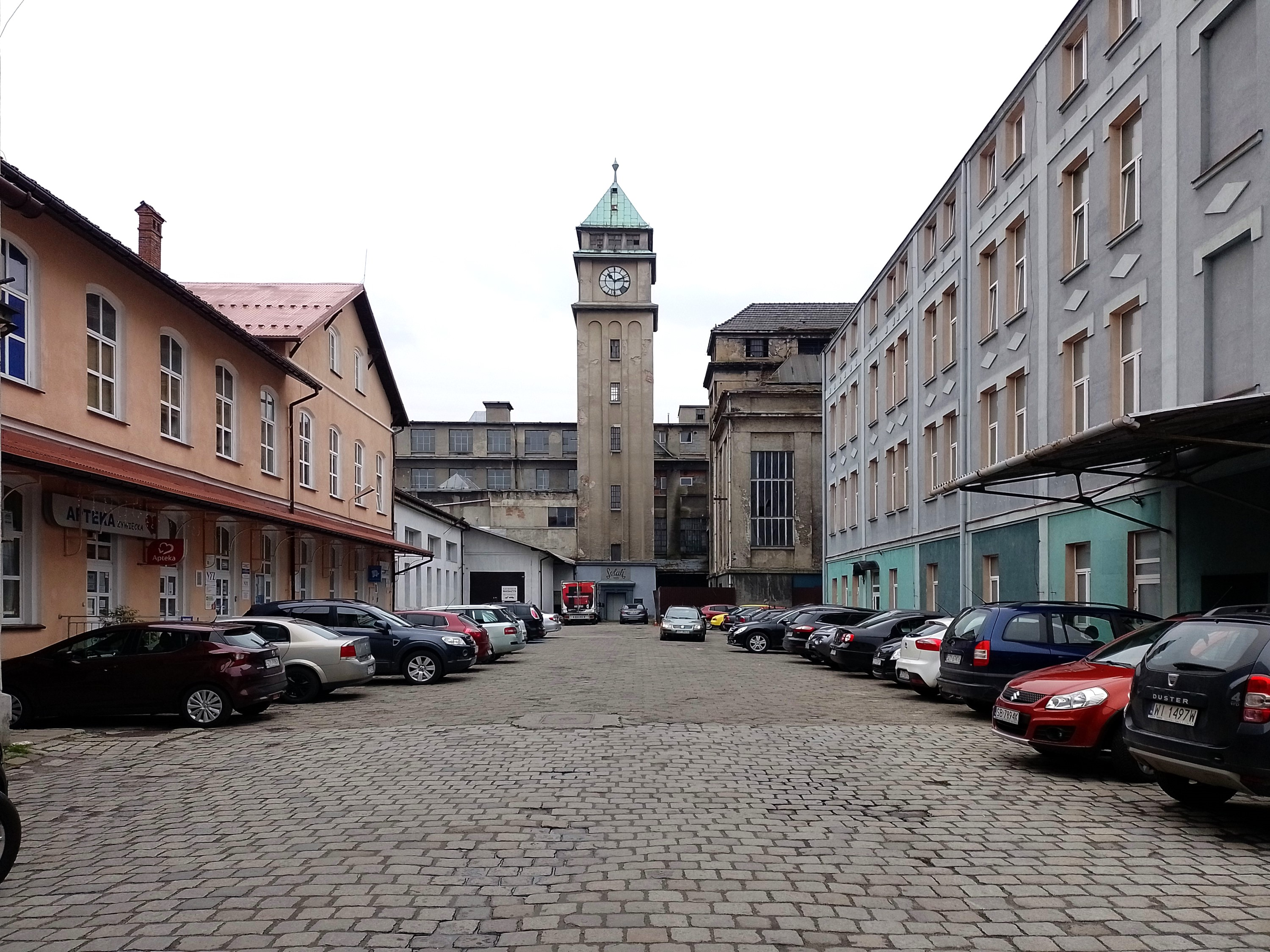
Papierfabrik (2022)
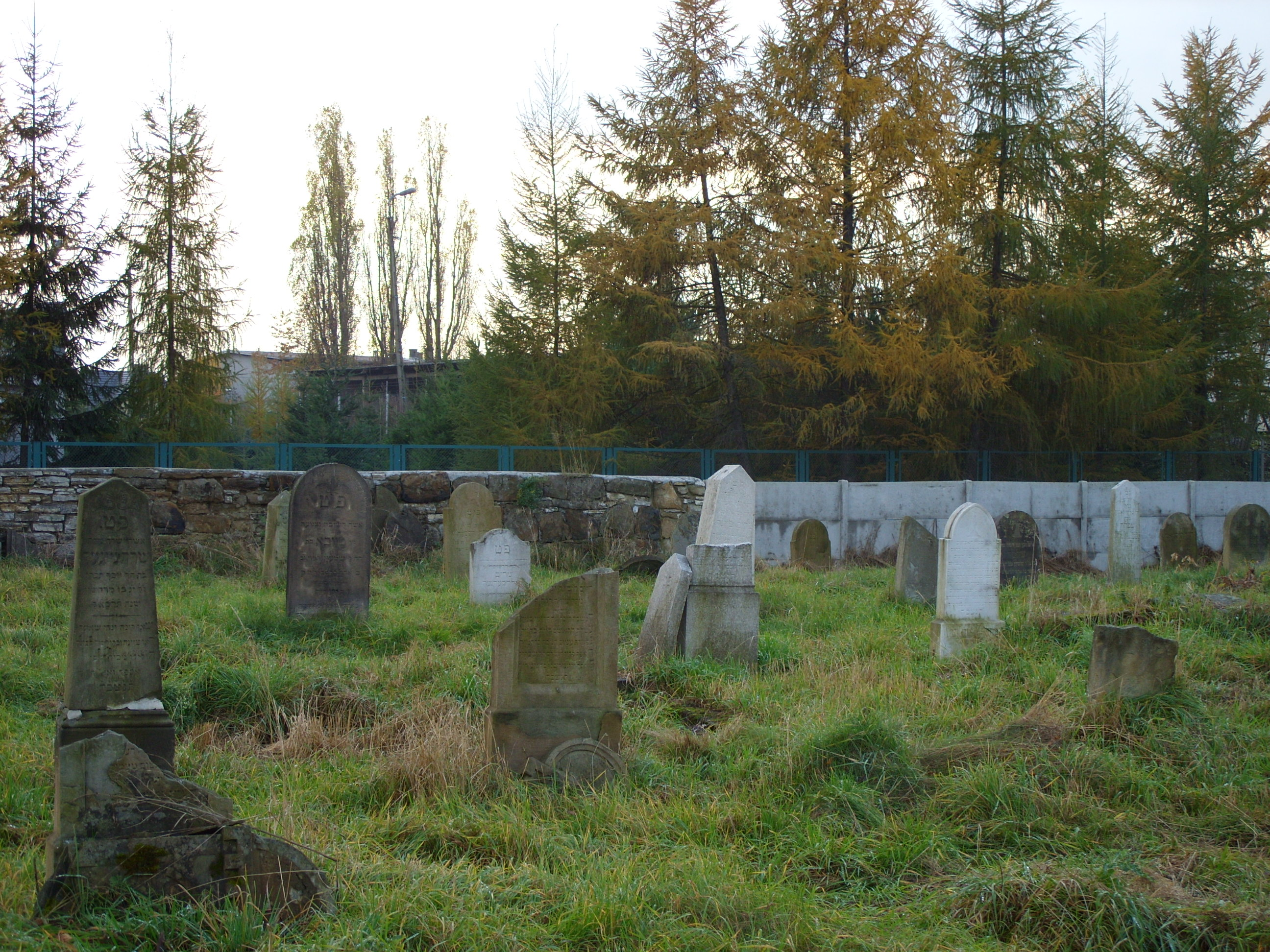
Jüdischer Friedhof